# Mihael Dežman
Mihael Dežman, ljubljanski trgovec * 23. september 1783, Brda, Radovljica, † 16. januar 1833, Ljubljana.
Znan je predvsem kot stric in skrbnik Dragotina Dežmana.

## Življenje
Mihael Dežman je bil premožen ljubljanski trgovec, ki se ni nikoli poročil.
Bil je zaveden Slovenec, prijatelj in podpornik jezikoslovca Franca Serafina Metelka, utemeljitelja metelčice. 
Trgovci Dežmani so imeli v lasti hišo na Stritarjevi (tedanji Špitalski) ulici nasproti Kresije, v kateri so imeli trgovino. 
Mihael Dežman si je leta 1833 na pročelju te hiše omislil prvi javni slovenski napis v Ljubljani: Bog blagoslovi naše delo. Po potresu so namesto te in sosednje hiše v Špitalski ulici zgradili sedanjo palačo, Filipov dvorec.
Ko je leta 1834 umrl njegov brat Klemen, sodni aktuar v Idriji, je Mihael Dežman vzel k sebi v Ljubljano Klemnova sinova Dragotina in Andreja. Oba nečaka je poslal na šolanje v zavod Rudolfinum v Salzburg (1831-1834). Ko je umrl, sta se nečaka vrnila v Ljubljano. Dragotin Dežman (1821–1889), kasnejši politik, arheolog, botanik in kustos, je nato nadaljeval šolanje v Ljubljani ter na Dunaju in se 1849 vrnil v Ljubljano.
Nagrobnik Mihaela Dežmana je ohranjen na Navju v Ljubljani in je eden redkih z napisom v metelčici.